# Channagonahalli, Channarayapatna
Channagonahalli là một làng thuộc tehsil Channarayapatna, huyện Hassan, bang Karnataka, Ấn Độ.